# جزيرة هولاوا
جزيرة هولاوا وهي جزيرة من جزر إندونيسيا، وتقع في إقليم غورونتالو، ضمن أرخبيل سولاوسي.